# Jang Jae-seong
Jang Jae-seong (ur. 15 marca 1975) – południowokoreański zapaśnik w stylu wolnym. Dwukrotny medalista olimpijski. Srebro w Atlancie 1996 i brąz w Sydney 2000. Startował w kategorii 62–63 kg.
Pięciokrotny uczestnik mistrzostw świata. Zdobył srebrny medal w 1999 i brązowy w 2001. Złoto na igrzyskach azjatyckich w 1998 i srebro w 1994. Najlepszy na igrzyskach wschodniej Azji w 2001. Drugi na mistrzostwach Azji w 1996.